# 판석묘 문화

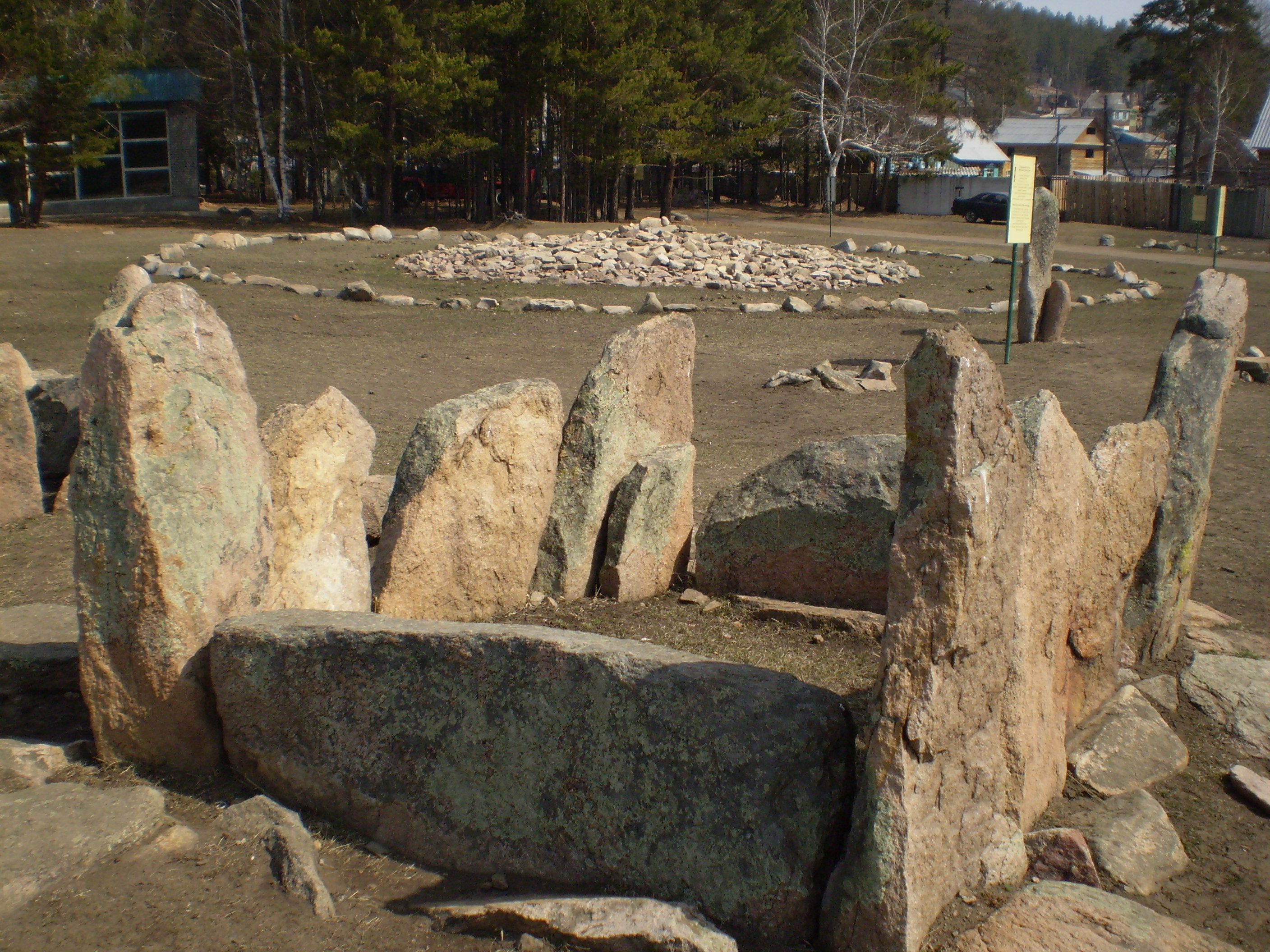
판석묘

판석묘 문화(板石墓文化, 영어: Slab-Grave culture)는 후기 청동기 시대부터 전기 철기 시대에 걸친 몽골의 고고학적 문화이다. 유전적, 고고학적 증거에서 미루어보아 이후 흉노의 형성에 기여한 핵심적 문화 중 하나로 보인다. 특히 몽골계 민족 및 튀르크계 민족의 민족형성과의 연관성이 탐구되고 있다.
서부를 제외한 몽골 전역과 흥안령 등 내몽골, 부랴티아와 이르쿠츠크 등 바이칼 주변 지역에 걸쳐 유적이 발견된다. 주변에 장방형으로 석판을 두른 돌무덤이 특징적인 유적으로, 여기서 이름이 유래한다. 간혹 석판 울타리 안에 사슴이나 다른 문양이 새겨진 사슴돌이 세워져 있기도 하다.

## 역사
판석묘 문화는 자바이칼에서는 기원전 1300년, 몽골에서는 기원전 700년까지 거슬러 올라가며, 기원전 300년경까지 이어진다. 명확한 기원은 불명이나 유전적 증거는 적어도 청동기 시대까지 거슬러 올라가는 토착 기원설을 뒷받침한다. 특히 선행하는 올랑조흐 문화(Ulaanzuukh culture)와 연속성이 있는 것으로 보이며, 두 문화의 개체에서 추출된 유전적 모습은 동일하다. 올랑조흐 문화와 판석묘 문화의 인구는 고대 동북아시아인(Ancient Northeast Asian) 계통의 신석기 "아무르 혈통"의 서쪽 확장과 밀접한 연관이 있다.
서쪽과 북서쪽으로는 후브스굴 LBA(Khövsgöl LBA) 혈통의 사슴돌 문화와 동시대에 공존했는데, 이 문화는 다양한 사카족 계열 문화와 인접하여 있었다. 이후 판석묘 문화는 유라시아 스텝 대부분 지역을 가로질러 광대한 제국을 건설한 흉노 문화로 대체되었고, 이를 통해 스키타이-시베리아 지역과 동부 스텝(몽골) 지역의 인구와 문화가 혼합되었다.

## 같이 보기
- 오르도스 문화
- 흉노